# ILL the worLd
『iLL the worLd』（イル・ザ・ワールド）は、iLLのアルバム。2011年2月15日発売。

## 解説
iLLが海外向けに発売したアルバム。
収録曲の大半が未発表曲となっている。
少数ながら日本国内でも流通した。

## 収録曲
（全作詞・作曲：koji nakamura）
1. Tight
アルバム「Force」収録曲。
2. The Way We Think
アルバム「Force」収録曲。
3. Deadly Lovely
4thシングル。
アルバム「Force」に収録されたバージョン。
4. Doppelganger
未発表曲。
5. Rovk
未発表曲。
6. Hal program
アルバム「Sound by iLL」収録曲。
7. Dee Dee
未発表曲。
8. Gendai Rock
未発表曲。
9. Punk Floyd
未発表曲。
10. Dub
未発表曲。
11. Rough
未発表曲。
12. Can Rock
未発表曲。
13. Kira Kira
未発表曲。